# Carl Friedrich Otto Westphal
Carl Friedrich Otto Westphal, född 23 mars 1833 i Berlin, död 27 januari 1890 i Kreuzlingen, var en tysk läkare.
Han studerade från 1851 i Berlin, Heidelberg och Zürich och blev medicine doktor efter en studieresa till Wien och Paris. År 1857 blev han assistent vid smittkoppsavdelningen vid Charitésjukhuset i Berlin och året därpå flyttade han över till den psykiatriska avdelningen där han tjänstgjorde som assisterande läkare med  Wilhelm Griesinger, Wilhelm von Horn och Karl Wilhelm Ideler. Westphal blev där 1861 docent, 1869 extra ordinarie och 1874 ordinarie professor i psykiatri och neurologi.
Westphals arbeten hänför sig dels till ryggmärgens sjukdomar ("Westphalsfenomen") i och för sig, dels till frågan om deras sammanhang med den progressiva, allmänna paralysin, dels till övriga grenar av neuropatologin och psykiatrin. De flesta av dem publicerades i det av honom 1868 grundlagda Archiv für Psychiatrie und Nervenkrankheiten. Hans Gesammelte Abhandlungen utgavs (med biografi) av hans son Alexander Westphal i två band 1892.
Förutom att ha undervisat ett antal berömda neurologer (till exempel Arnold Pick, Hermann Oppenheim och Carl Wernicke) har Westphal även givit namn åt Edinger-Westphals kärna (tillsammans med Ludwig Edinger), Erb-Westphals symtom (tillsammans med Wilhelm Heinrich Erb), Westphals tecken, Westphals syndrom och Westphal-Leydens ataxi (tillsammans med Ernst Viktor von Leyden)